# Circuito cittadino di Berna
Il circuito cittadino di Berna è un circuito cittadino costituito sulle strade di Berna. Ospita l'E-Prix di Berna, evento valido per il campionato di Formula E.
Il primo E-Prix si è tenuto il 22 giugno 2019.
Il percorso è composto da 13 curve ed è lungo 2,668 km. Il circuito si trova nel centro della città di Berna, la linea di partenza è situata sulla Laubeggstrasse.